# A Touch of Frost
Az A Touch of Frost egy brit bűnügyi televíziós filmsorozat, melyet a Yorkshire Television készített az ITV részére. A sorozatnak egyelőre nincs magyar címe.
A főszereplő William Edward Frost rendőrfőhadnagy, akit mindenki csak Jack-ként ismer, a feleségét kivéve. A szereplőt Sir David Jason alakítja. Jack Frost tapasztalt és elkötelezett a munkája területén, de mindig összetűzésben van a feletteseivel, különösen Norman Mullett rendőrőrnaggyal, akit Bruce Alexander formál meg. A kettejük személyiségében szinte nincs semmi közös. Mullett egy ambiciózus, szabálykövető adminisztrátor, míg Frost pedig egy „utcai zsaru”, aki addig nem nyugszik, míg egy esetet meg nem old. Mindezek ellenére mindketten elismerik a másik szakmai képességeit.

## A szereplők jellemei
Frost igencsak sajátos módon kezeli a szabályokat. Ügyeibe hajlamos érzelmileg is belebonyolódni, amit felettese, Mullett őrnagy nem tekint szakmailag elfogadhatónak. Mégis mindig akad valaki, aki visszatereli a szabályok által kijelölt ösvényre, még mielőtt végképp letérne arról. S bár hadilábon áll a szabályok betartásával, mégis jó eredményeket ér el. Kollégái között tisztelet övezi, mivel ügyeiben nem megszállott szenvedéllyel nyomoz, hanem kifejezetten barátságosan és szimpatikusan tud viselkedni. A sorozatban több fiatalabb tiszt példaképének tekinti.
Sokan hősként tekintenek rá, mivel egyszer szolgálata teljesítése közben rálőttek, és ezért megkapta a György Keresztet (George Cross). Frost szerényen beszél a kitüntetéséről, mert nem tartja magát méltónak a kitüntetésre. Valójában az incidens idején Frost depressziós volt és ittas, és úgy ment oda fegyveres támadójához, mint akit nem érdekel, életben marad-e vagy sem. Ennek ellenére a kitüntetés kiemelt helyet biztosított neki a rendőrség kötelékében, így Mullett őrnagy nem szereltetheti le, és nem is nyugdíjaztathatja. Az első részben Frost felesége meghal, és így egyedül kell szembenéznie az élet nehézségeivel, amit nehéznek talál, és így a munkájába menekül. A rendőrség lesz az élete, étkezni is csak a rendőrség büféjébe jár, vagy házhoz szállított ételeket fogyaszt.

## Helyszín
A sorozat egy Denton nevű képzeletbeli angliai városban játszódik, melynek pontos földrajzi elhelyezkedése tisztázatlan. Egyes esetekben Oxfordshire (pontosabban a Felső Temze-völgy), ritkábban pedig valamelyik északi megye területére helyezik. Az Egyesült Királyságban legalább tíz Denton nevű település van, ebből egy valóban Oxfordshire-ben, de a filmben szereplő várost nem lehet egyikkel sem beazonosítani.
A korai részekben vannak utalások más közeli településekre, így szóba kerül Oxford és Reading, és egyes eligazításokon jól látható "Swindon" neve is. Ezek az információk Dentont Wiltshire területére teszik. Ugyanakkor a hatodik sorozat egyik részében Frost-nak Crawley-ba kellett mennie, és panaszkodott, hogy 100 kilométert kellett vezetnie. A valóságban Swindon és Crawley között 170 kilométer van.
Az újabb részek készítői mintha megfeledkeztek volna a korábbi helyszínekről, és egy viszonylag új részben tisztán látható Reading város neve az eligazítási helyiségben, míg egy másikban hasonlóan jól olvasható Maidenhead is. Az "Özvegyek és árvák" c. részben egy tiszthelyettes utal arra, hogy egy aktát LEküldenek Plymouth-ból, ami arra utal, hogy Denton Cornwall-ban van, bár ezt a sorozatban semmi más nem támasztja alá.
Az általános nézet az, hogy a dentoni rendőrség a Temze-völgyi Főkapitányság alá tartozik. Azonban a város földrajzi elhelyezkedése nem beazonosítható a forgatási helyszínek alapján sem. A műsort az ITV készíti Leeds-ben, így a legtöbb külső helyszíni forgatást Nyugat-Yorkshire-ben végzik el, ugyanakkor szemfüles nézők több más helyszínt is felismertek, így jött szóba Észak-London, Oxford, Reading, Swindon, Devizes, Bracknell, Bristol és Birmingham.

## Mellékszereplők
A legtöbb krimisorozattól eltérően Frost főhadnagynak nincs állandó társa, bár néhány ideiglenes társa több epizódban is szerepel mellette. Van néhány olyan szereplő, amelyeket már társként foghatunk fel:
- George Toolan hadnagy, (John Lyons), Jack régi barátja és kollégája, akivel egy irodában dolgozik. George körülbelül olyan korú, mint Jack, de eggyel alacsonyabb rendfokozatban van. Sokkal óvatosabb jellemű, mint Jack. Valamilyen formában közel minden részben feltűnik.
- Hazel Wallace őrmester (Caroline Harker), egy fiatal, optimista, egyenruhás tiszthelyettes. A harmadik sorozat végén áthelyezésre kerül a Bűnügyi Osztályra, és bár rendszeresen már nem tűnt fel a sorozatban, olykor mégis szerepelt benne, és hadnagyi rangot is kapott.
- Clive Barnard zászlós (Matt Bardock), a főkapitány unokaöccse. Sokan készpénznek veszik, hogy csak a rokoni kapcsolatai miatt kerülhetett a Bűnügyi Osztályra, de Frost nem osztja álláspontjukat, és a szárnyai alá veszi a fiatal rendőrtisztet. Az ötödik sorozat végén halálos lövés éri.
- Terry Reid hadnagy (Robert Glenister). Egy keménykezű londoni nyomozó, aki többször került bajba szélsőséges módszerei miatt, bár a sorozatban a nézők szeme előtt lágyul meg a jelleme.

## Érintett témák és társadalomkritika
A sorozat több esetben is foglalkozik kínos társadalmi témákkal, többek között a pedofíliával, a megrontással, a drogfogyasztással, a fogyatékkal élők helyzetével, de foglalkozik az állatvédelemmel, a papi titoktartás határaival, és a rendőri intézkedéseket szabályozó törvények korlátozó mivoltáról is, mely gyakorlatilag meggátolja az ügyek megoldását. A sorozatban egy fokozatosan erősödő társadalomkritikai hang kezd megszólalni, mely egyre markánsabban hívja fel a nézők figyelmét egy létező, de gyakorlatilag teljesen figyelmen kívül hagyott társadalmi problémára. Frost karaktere, mint egy a szabályokra gyakran fittyet hányó rendőr, aki ráadásul érzelmileg is belebonyolódik az ügyeibe jó eszköze a sorozat készítőinek egy társadalmi probléma átható kommunikálására.
A sorozat eredeti csatornája az ITV, mely a BBC-vel szemben független a brit kormánytól, és így jobban sarkított társadalomkritikai nézetek is helyet kaphatnak, mely a BBC-n a szerkesztési elvek miatt nem feltétlenül kerülhetnének ebben a formában képernyőre.

## Nemzetközi sugárzás
A sorozatot mintegy 15 országban adják rendszeresen, ebből kilenc európai országban. Általában nem a nemzeti főadókon kerül sugárzásra, és sok helyen csak kereskedelmi csatornák veszik át. A sorozatot jelenleg Magyarországon nem adják.